# Renocila quadrata
Renocila quadrata là một loài chân đều trong họ Cymothoidae. Loài này được Bruce miêu tả khoa học năm 1991.